# Christlieb Siegmund Binder
Christlieb Siegmund Binder   (Dresden, 29 de juliol de 1723 - Dresden, 1 de gener de 1789) fou un compositor i organista alemany.
Va ser un dels alumnes més avantatjats de Hebenstreit, i organista de la cort de Saxònia. A més, tocava, el pantaleó, instrument molt difícil, inventat pel seu mestre.
Publicà sonates per a piano i trios; deixà fuges, concerts i 24 sonates manuscrites.
Un fill de Binder, August Siegmund Binder (1761–1815) també va treballar com a organista i compositor a Dresden; el seu segon fill, Carl Wilhelm Ferdinand Binder (n. 1764) va ser fabricant d'arpes a Weimar.